# Doi veri de stirpe aleasă

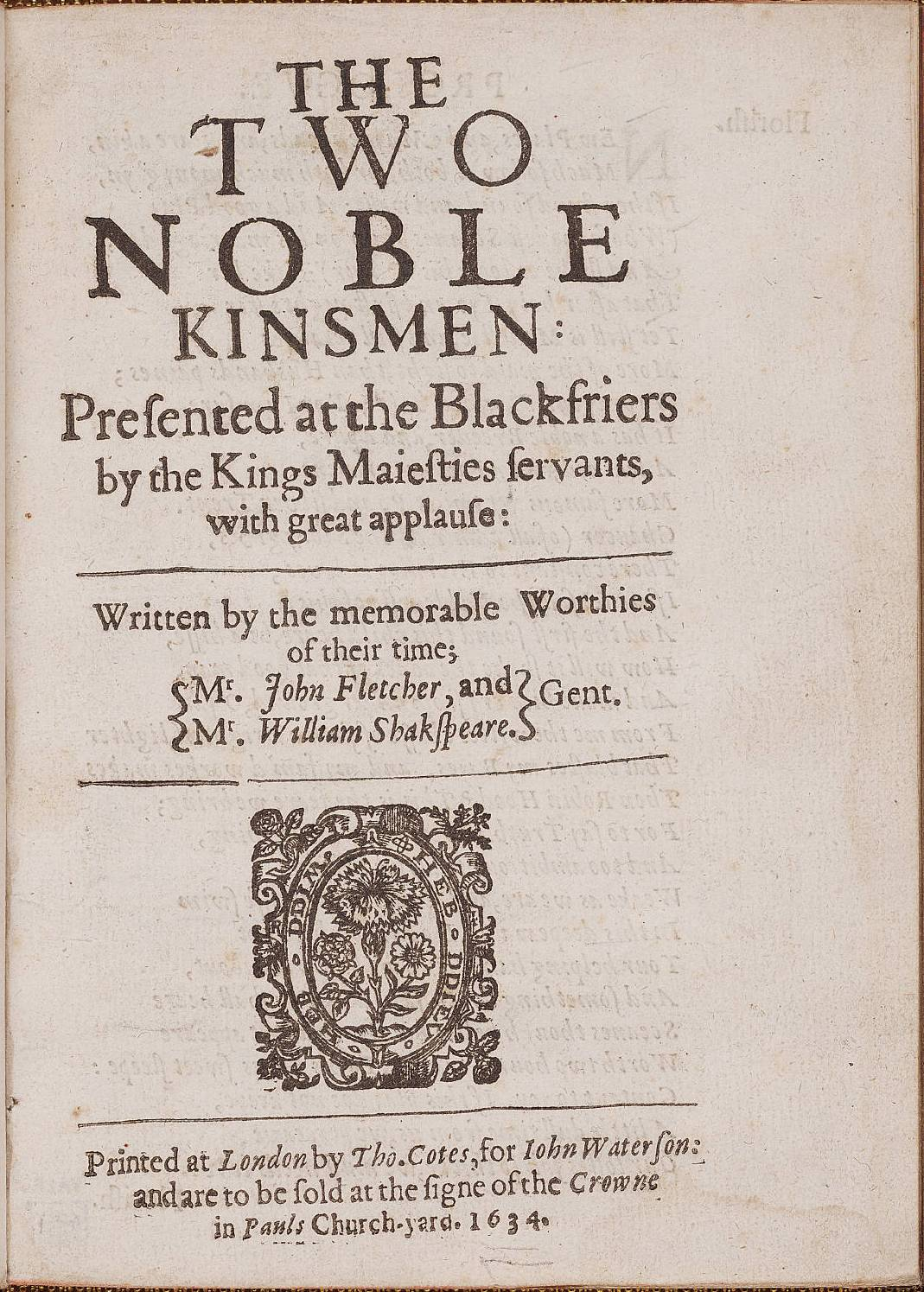
Pagina titlu a primei tipărituri a piesei din 1634 (în original, The 1634 quarto)

Doi veri de stirpe aleasă sau Cei doi nobili înrudiți (în original The Two Noble Kinsmen) este o piesă de teatru, o tragi-comedie a perioadei iacobine din literatura engleză a Renașterii engleze, prima dată publicată în 1634 și atribuită atât dramaturgului John Fletcher cât și lui William Shakespeare.
Intriga și desfășurarea piesei sunt inspirate din Povestea cavalerului, una din povestirile lui Geoffrey Chaucer din cunoscutul volum chauser-ian The Canterbury Tales — Poveștile din Canterbury, care cuprinde 24 de povești, povestite de tot atâția pelerini, care participă la un concurs de istorisiri, în cursul pelerinajului lor de la Londra la Canterbury.
Povestea cavalerului (în original, The Knight's Tale), devenită piesa Cei doi nobili înrudiți, despre se crede că ar fi fost ultima pe care William Shakespeare ar fi scris-o (singur sau în colaborare), înainte de retragerea sa definitivă la Stratford-upon-Avon, fusese deja dramatizată (de cel puțin două ori) înaintea acestei versiuni comune a lui Fletcher și Shakespeare.
Deși pentru mult timp, atribuirea piesei fusese un intens punct de controverse, actuala dubla atribuire a piesei atât lui Fletcher cât și Shakespeare (frecvent utilizată în epoca celor doi dramaturgi) este general acceptată prin consensul general al specialiștilor implicați.

## Personaje
- Tezeu, Ducele Atenei
- Palamon, nepot al Regelui Tebei
- Arcite, nepot al Regelui Tebei
- Pirithous, general atenian
- Artesius, căpitan atenian
- Valerius, nobil din Teba
- șase cavaleri
- un herald
- un temnicier
- fiica temnicierului
- un admirator al fiicei temnicierului
- un doctor
- fratele temnicierului
- prieteni ai temnicierului
- un domn
- Gerrold, director de școală
- Hippolyta, soția lui Tezeu
- Emilia, sora Hippolytei
- trei regine
- servitorul Emiliei
- fetele și femeile de la țară personificând Hymen, un băiat
- Hymen, un băiat
- un lucrător
- oameni de la țară
- mesageri
- un om, personificând Hymen, un băiat
- călăi, gardieni, soldați, însoțitori

## Acțiunea piesei
Un prolog informează audiența că acțiunea piesei se bazează pe una din povestirile lui Geoffrey Chaucer, și anume pe Povestea cavalerului din volumul chaucer-ian The Canterbury Tales – Poveștile din Canterbury, care cuprinde 24 de povești (din cele 36 intenționate inițial de autor) ale unui „concurs de povestit întâmplări” (mai mult sau mai puțin adevărate), concurs desfășurat într-un han, loc de popas undeva pe un traseu de pelerinaj.
Trei regine vin în fața lui Tezeu și al Hippolytei, conducătorii Atenei, pentru a răzbuna morțile și apoi nedreptatea comisă de tiranul Creon al Tebei. Creon nu numai le-a ucis soții acestora, pe cei trei regi, dar refuză continuu celor trei văduve să le ofere corpurile soților lor morți, deci lipsindu-le de onoarea și înmormântările care se li cuveneau. Tezeu este de acord să pornească la război împotriva lui Creon.
În același timp, în Teba, Palamon și Arcite, veri și buni prieteni, sunt legați de datoria de a lupta pentru Creon, deși ambii sunt îngroziți de tirania lui. În decursul bătăliei, Palamon și Arcite luptă cu curaj și demnitate, dat tebanii sunt înfrânți de Tezeu și armata sa. Palamon și Arcite sunt închiși ca prizonieri de război și sunt gata să cedeze psihologic și filozofic soartei pe care o prevăd.
Stoicismul lor se face praf și pulbere atunci când ambii o văd, prin fereastra închisorii, pe Prințesa Emilia, sora Hippolytei. Amândoi se îndrăgostesc de frumoasa Emilia și prietenia lor devine apoi doar rivalitate amară. Arcite este eliberat, după ce o rudă de a sa intervine în favoarea sa. Ca o condiție a eliberării sale, îi este interzis de a mai intra în Atena, dar Arcite întoarce soarta, din nou, în favoarea sa, câștigând un meci local de lupte, fiind apoi numit ca bodyguard-ul Emiliei.
În același timp, fiica temnicierului se îndrăgostește de Palamon și îl ajută ca să scape din închisoare. Îl urmează, dar el o ignoră, fiind încă obsedat de Emilia. Palamon se ascunde într-o pădure, unde îl întâlnește pe Arcite. Cei doi au numeroase dueluri verbale, dar Arcite se oferă ca să îi aducă lui Palamon mâncare și băutură, pentru a îl întrema, urmând ca apoi să lupte cu șanse egale pentru Emilia.
Uitată și, mai ales, respinsă, fiica temnicierului cade într-o adâncă depresie, vecină cu nebunia. Vorbește de una singură și cântă, mergând aiurea prin aceeași pădure, unde îl dusese pe evadatul Palamon. Întâmplător, se întâlnește cu un grup de localnici, care sunt pregătiți și conduși de profesorul Gerald pentru a prezenta Dansul lui Morris în fața regelui și a Reginei. Gerald o invită pe biata fată, aflată în pragul nebuniei, să se alăture grupului pentru reprezentație. Regele și regina, Tezeu și Hippolyta apar în chip neașteptat, fiind la vânătoare. Gerald le aține calea, rugându-i să accepte „spectacolul” prezentat de localnici, având ca „protagonistă dansatoare” pe fiica temnicierului, practic nebună. Cuplul regal acceptă și, în final, îi recompensează pe toți performerii straniului „act artistic.”

## Datare și text
Diferite conexiuni între piesa The Two Noble Kinsmen și alte lucrări contemporane acesteia indica perioada 1613 – 1614, ca cea mai probabilă datare a scrierii sale, precum și a primei sale prezentări. Una din referirile contemporane piesei la Palamon, unul dintre personajele principale ale celor Cei doi nobili înrudiți, este încorporată în piesa Bartholomew Fair, a lui Ben Jonson  (premiera căreia avusese loc în 1614). În lucrarea lui Jonson, într-un anumit pasaj (Actul al IV-lea, scena 3-a,) apare a se indica că lucrarea Kinsmen era deja cunoscută și familiară audiențelor timpului.
În piesa de tipul spectacolului baroc masque (uneori cunoscut ca mascaradă), numită chiar The Masque of the Inner Temple and Gray's Inn de Francis Beaumont (1613), cea de-a doua anti-masque prezintă un ansamblu de personaje toate din mediul rural, așa cum sunt: pedantul, Domnul și Doamna de mai (May Lord and Lady), slujitorul și camerista, cârciumarul și cârciumăreasa, oierul și fiica lui și, bineînțeles, cei doi nelipsiți bavieni (femela și masculul, maimuțe ale speciei babuin-ului). Aceeași tip de distribuție, ușor simplificată (neavând fata oierului și unul din bavieni), întrupează dansul lui Morris din Cei doi nobili, din actul al II-lea, liniile 120–138. Un fel de „efect special” din mascarada lui Beaumont, gândit de a fi pentru o singură reprezentație, pare a indica de a fi adoptat și adaptat în piesa lui Fletcher și Shakespeare, fiind o altă sugestie de identificare cronologică a faptului că piesa ar fi fost scrisă imediat după publicarea și jucarea mascaradei.(pp53–54, 306)
Piesa a intrat în catalogul general al tuturor profesiilor legate de industria tipăritului, [The] Stationers' Register la data de 8 aprilie 1634; tipăritura de tip quarto a fost publicată un an mai târziu de către librarul John Waterson, fiind tipărită de Thomas Cotes. Piesa nu a fost inclusă în ediția First Folio (din 1623) și în niciuna din următoarele Folios ale lucrărilor lui William Shakespeare, deși a fost inclusă în 1679, în cea de-a doua ediție a lucrărilor lui Beaumont și Fletcher (din mai multe ediții ale acestor editări, Beaumont and Fletcher folios.(p507)
În septembrie 2020, s-a raportat în mass-media (nu doar din Regatul Unit, ci și din alte țări) că mai multe ediții ale mai multor piese de teatru engleze, din secolul al 17-lea, incluzând prima ediție a Two Noble Kinsmen, din 1634, au fost descoperite de John Stone, de la Universitatea din Barcelona la biblioteca instituției Royal Scots College din Salamanca, Spania. Includerea piesei The Two Noble Kinsmen, într-unul din acele două volume descoperite, face ca tipăritura să fie probabil una dintre cele mai vechi exemplare ale oricăruia din lucrările lui Shakespeare din Spania și, de asemenea, una din primele care circulaseră în lumea vorbitoare de limbă spaniolă.

## Contribuțiile lui Shakespeare și Fletcher
Cercetători în materie au aplicat o varietate de teste și tehnici pentru a determina contribuțiile efective ale lui Shakespeare și Fletcher în scrierea piesei, folosind frecvent ca „unitate de măsură” o scenă distinctă. Astfel, Hallet Smith (1974) citează „caracteristici metrice, vocabular, folosirea cuvintelor compuse, frecvența unor anumite contractări, tipuri și utilizări de imagini, respectiv caracteristici ale unor linii de un anumit tip”,oferind astfel o defalcare amănunțită, cu care este de acord, în general, deși nu în orice detaliu, cu majoritatea celorlalți specialiști ai scrierilor perioadei iacobine, preocupați de acest caz.

| - Shakespeare - Actul I, scenele 1–3; - Actul II, scena 1; - Actul III, scena 1; - Actul V, scena 1, liniile 34–173, și scenele 3 și 4. |  | - Fletcher - Prolog; - Actul II, scenele 2–6; - Actul III, scenele 2–6; - Actul IV, scenele 1 and 3; - Actul V, scena 1, linile 1–33, și scena 2; - Epilog. |  | - Nesigur - Actul I, scenele 4 și 5; - Actul IV, scena 2. |  |

## Câte ceva din istoricul prezentărilor piesei
În plus, adițional față de orice performanțe publice ar fi existat în jurul perioadei 1613–1614, evidențele sugerează existența unui spectacol cu piesa The Two Noble Kinsmen la Curtea regelui Iacob I al Angliei, în 1619.
Oricum, în 1664, după ce teatrele s-au redeschis în Anglia și Marea Britanie, odată cu reîntoarcerea pe tron a regelui Charles al II-lea al Angliei, reîntoarcere care a coincis cu începutul Restaurației engleze (cunoscută și ca Restaurația Stuart), Sir William Davenant a produs o adaptare a originalului The Two Noble Kinsmen pentru Duke's Company intitulată The Rivals - Rivalii. Cunoscutul actor din epocă, Thomas Betterton, a interpretat rolul lui Philander, versiunea lui Davenant a personajului Palamon. După vizionarea versiunii lui Devenant, Samuel Pepys, un important om al timpurilor, scrisese în jurnalul său personal, „o piesă nu foarte bună, dar plină de interpretări de bună calitate." (10 septembrie 1664).(pp416, 507)

### Revizuiri moderne
În iulie 2007, compania teatrală Hudson Shakespeare Company din statul New Jersey, a montat o versiune a piesei, ca parte a seriilor lor anuale intitulate Shakespeare în Parc. Regizorul David Sewell a plasat temporal producția în Grecia antică, având o distribuție etnică foarte diversă, ca o reflectare a reprezentării diferitelor populații mediteraneee.
O altă montare a piesei, constând dintr-un șir de spectacole, a avut „noua premieră” londoneză pe 9 iunie 2015 la teatrul White Bear Theatre din Vauxhall, prima producție bazată în Londra după anul 2000.În 2016, celebra companie teatrală Royal Shakespeare Company, din orașul natal al Marelui Bard, a montat o altă versiune a Celor doi nobili înrudiți la teatrul Swan Theatre, aflat, de asemenea în Stratford-upon-Avon. În 2018, aceeași montare a participat la sezonul de vară al teatrului Shakespeare's Globe din London. Aceste două producții au fost precedate de o montare anterioară lor cu aproape trei decenii, în același Stratford-upon-Avon, de aceeași Royal Shakespeare Company (RSC), spectacolul fiind prezentat atât pe scena RSC, cât și la Swan Theatre, la inaugurarea sezonlui teatral din anul 1986.
În 2019, compania teatrală The Porters of Hellsgate din Los Angeles, statul California, a montat o producție, inclusă în repertoriul teatrului și numită Double Falsehood (Dublă falsitate). Producția, adaptarea Celor doi nobili, re-scrisă și regizată de Will Block, a re-creat Dansul lui Morris (The Morris Dance) ca o halucinație angajând numeroase personaje din viața personajului Fiica temnicierului. În varianta lui Block, scena rugăciunilor lui Palamon și Arcite de a găsi o cale de ieșire din impasul închisorii este eliminată, în favoarea concentrării acțiunii pe dilema îndrăgostirii simultane ale celor doi nobili de Emilia.

## Traducere în limba română
Prima traducere în limba română, a piesei co-scrisă aproape egal de Shakespeare și Fletcher, a fost făcută de George Volceanov, fiind publicată în 2003, la Editura Polirom din Iași.